# Tjasker Nieuw-Scheemda
De tjasker in Nieuw-Scheemda is de enige paaltjasker in de provincie Groningen.
De paaltjasker is op initiatief van toenmalig wethouder Pieter Drenth en in opdracht van de gemeente Scheemda in 1992 gebouwd door de Stichting Werkgelegenheids Projecten Groningen. Dit gebeurde in de timmerwerkplaats van de stichting in Wildervank. De eerdere plaatsingsdatum is naar 7 juli 1993 verschoven aangezien het grondwerk niet eerder uitgevoerd kon worden. Toen dat klaar was, kon de tjasker geplaatst worden. Het bleek echter, dat de tjasker en het grondwerk nog niet geheel bij elkaar pasten. In de dagen erna is dat allemaal pasgemaakt. Op 16 juli 1993 heeft hij voor het eerst gedraaid op de voormalige locatie in Midwolda. De tjasker stond hier namelijk tot 2001 als inmalertje in het natuurgebied oostelijk van het Midwolderbos en direct ten westen van de Hora Siccamaweg op ongeveer 20 meter over de sloot langs die weg. De slechte biotoop en bereikbaarheid zijn een reden geweest om hem naar de huidige locatie bij De Dellen te verplaatsen.
Begin 2001 is de tjasker verplaatst naar de huidige locatie bij de poldermolen De Dellen aan de Pastorieweg 2 te Nieuw Scheemda. Hij is daar op 1 juni weer in bedrijf gesteld door wethouder Ida Verkerk van de gemeente Scheemda. Daar staat hij op 75 meter van zijn grote broer, poldermolen De Dellen. Hij kan daar alleen maar rondmalen. Verder is de oostkant niet bruikbaar vanwege de dam naar de tjasker. Voor het publiek en voor de instructie van molenaars in opleiding is de locatie echter veel gelukkiger. Het molentje wordt door de vrijwillige molenaars van de grote buurman De Dellen af en toe in bedrijf gesteld.
De tjasker heeft de status gemeentelijk monument.